# بنیامین کلمن
بنیامین کلمن (فنلاندی: Benjamin Källman؛ زادهٔ ۱۷ ژوئن ۱۹۹۸) بازیکن فوتبال اهل فنلاند است.
از باشگاه‌هایی که در آن بازی کرده‌است می‌توان به باشگاه فوتبال اینتر تورکو اشاره کرد.
وی همچنین در تیم ملی فوتبال فنلاند بازی کرده‌است.